# 天賦の才能
『天賦の才能』（てんぷのさいのう）は、嘉門タツオ（旧名・嘉門達夫）の7枚目のオリジナル・アルバム。1992年1月1日にビクター音楽産業から発売された。

## 概要
前作『THE BEST OF KAMON TATSUO』から2か月振りに発売。
シングル「替え歌メドレー3 (完結篇)」と同時発売。

## 収録曲
1. アカペラな夜
  - 作詞・作曲：嘉門達夫、編曲：渡辺直樹
  - コーラスにSTARDUST REVUEの根本要が参加している。また笑福亭仁鶴、桂三枝、コメディNo.1などの上方芸人の代表的なギャグの音源が挿入されている。
2. んなアホな!
  - 作詞：嘉門達夫・ラジゴメオールスターズ、作曲・編曲：工藤隆
  - シングル「替え歌メドレー3 (完結篇)」のカップリング曲。
3. この中にひとり
  - 作詞：嘉門達夫・ラジゴメオールスターズ、演奏：工藤隆、声の出演：三井雅弘
4. あったら コワイ セレナーデ '92
  - 作詞・作曲：嘉門達夫、編曲：工藤隆、声の出演：村田俊子
  - シングル「ゆけ!ゆけ!川口浩!!」カップリング曲のリメイク。
5. ええ話やなぁ
  - 作詞：嘉門達夫・小林仁、作曲・編曲：新田一郎
6. 鼻から牛乳
  - 作詞・作曲：嘉門達夫、編曲：工藤隆、コーラス：イルクーツク男性合唱団（工藤隆・岡井太郎・長野勝宏）
  - 後に18枚目のシングルとしてシングルカットされた。
7. おすもうちゃん
  - 〔使用曲〕とけいのうた　作詞：筒井敬介、作曲：村上太朗
  - 作詞：嘉門達夫・中岡秀木、作曲：嘉門達夫、編曲：新田一郎
8. つくばねの唄
  - 作詞・作曲：あのねのね、編曲：新田一郎、ストリングスアレンジ：松原幸広
  - あのねのねが1975年にシングル曲としてリリースした同名曲のカバー。
9. よくわかる日本史
  - 〔使用曲〕さよなら人類　作詞・作曲：柳原幼一郎
  - 作詞：嘉門達夫・ヤンタンオールスターズ、作曲・編曲：工藤隆、ナレーション：梶幹雄・バッキー・コバ
  - 日本史（ただし厳密には考古学に属する内容も含まれる）に登場する著名な個人・団体や化石人類などを、音楽のプロモーションコメント風に紹介する内容。赤穂浪士編[1]ではラジオ番組「決定!全日本歌謡選抜」のパロディが曲中に登場する。
10. 反抗期 II
  - 作詞：嘉門達夫・ラジゴメオールスターズ、作曲：嘉門達夫、編曲：工藤隆
  - アルバム『小市民宣言』収録曲のリメイク。『小市民宣言』に収録されていたものとは曲調が大幅に異なる。
11. ブルーバレンタイン
  - 作詞・作曲：嘉門達夫、編曲：新田一郎
12. 替え唄大メドレー
  - 脚色：嘉門達夫、編曲：新田一郎
  - シングル「替え唄メドレー」「替え唄メドレー2」「替え唄メドレー3 (完結篇)」の3曲がメドレー形式[2]に編集されて収録されている。最後の荒井注のセリフが「3」シングル版とは異なる[3]。

## 演奏
出典：
- 嘉門達夫：ギター (#6.8.9)
- 根本要 (スターダストレビュー)、村田和人、渡辺直樹：コーラス (#1)
- 朝日放送ラジオ：音源提供 (#1)
- 笑福亭仁鶴、桂三枝、コメディNo.1、横山ホットブラザーズ、月亭可朝、平和ラッパ・日佐丸 (#1)
- 工藤隆
  - 演奏 (#3.5.6.7.9)
  - オペレーター (#10.11.12)
- 三井雅弘：声の出演 (#3)
- 村田俊子：声の出演 (#5)
- イルクーツク男性合唱団 (工藤隆、岡井太郎、長野勝宏)：コーラス (#6)
- 篠崎正嗣グループ：ストリングス (#8)
- 梶幹雄、バッキー・コバ：ナレーション (#9)
- 鈴木英俊：ギター (#10)
- 六川正彦：ベース (#10)
- 宮城純子：キーボード (#10.12)
- 渕野繁雄：サックス (#10)
- 角田順：ギター (#11)
- 松原秀樹：ベース (#11)
- 滝本秀延：ドラムス (#11)
- 松田真人：キーボード (#11)
- 新田一郎：コーラス (#11)
- 谷康一、笛吹利明：ギター (#12)
- 永田一郎、今泉敏郎：キーボード (#12)
- 光岡ディオン：ボイス (#12)
- 荒井注：ゲストボーカル (#12)